# クラウンレコード1万円クイズ
『クラウンレコード1万円クイズ』（クラウンレコードいちまんえんクイズ）は、1967年から1992年まで日本クラウン提供のラジオ番組シリーズ。「今週の推薦曲」と題する同社の楽曲のヘヴィー・ローテーションおよび、賞金または賞品付きのクイズ企画からなる。
放送開始当初から帯番組として放送されており、この種の番組では最古参の部類に属していた。
2004年にレギュラー復活していたが2010年代以降、ネット局離脱が相次いだため、シリーズそのものが事実上の終焉を迎えた。

## 歴史
1967年、文化放送（NRN）をキー局に『クラウンレコード千円クイズ』の名で開始。インフレ進行に伴い、賞金を増額して『クラウンレコード1万円クイズ』に改称。1969年度～1972年度は放送局をTBSラジオ（JRN）に移し、小川哲哉（当時TBSアナウンサー）の司会で月曜～土曜の帯番組として放送。1972年10月からは小川のTBS退社に伴い、TBSラジオでの放送枠は昼のワイド番組『榎さんのお昼だよ～！』に内包され、月曜日～金曜日の放送となる。
1973年度より、キー局をニッポン放送（NRN）に再移転し、最盛期には全国32局でネットされていた。
配信を受ける局は基本的に完パケ受け流しで同一内容だったが、制作元のニッポン放送では、担当ディスクジョッキー(DJ)の梶幹雄が生ワイド番組『梶みきおの昼休み天国』（1977年10月～1987年4月）を兼任していた時期に、同ワイド内の独立コーナー扱いで、ネット向けとは別内容の『クラウンレコード1万円クイズ』を生放送していた。
更に朝日放送（ABCラジオ）においても、企画ネット扱いで、生ワイド番組中の独立コーナーとして生放送だった時期があるが、何れにしろ今週の推薦曲とクイズの内容は全国で同期されていた。
この間、懸賞金総額については「毎週お1人様に賞金1万円」（ネット局。後に独自制作局のみ「2名様」）、「毎月20名様に賞金1万円」（全国統一）、「毎日お1人様に賞金1万円」（全国統一）等と微妙に変化している。応募葉書の宛先は当初「【有楽町の旧ニッポン放送の住所】か、今お聞きの放送局のクラウンレコード1万円クイズの係」と案内されていたが、読み上げ時間節約のため、独自制作局を除き「今お聞きの放送局のクラウンレコード1万円クイズの係」に途中から短縮された。
1983年4月からは、『クラウンレコード・ラッキープレゼント』にリニューアルすると同時に、テーマ曲に『函館の女』のインストを採用。1万円の賞金を、自転車やバスタオルセットといった賞品に変更した以外は、【クラウンレコードの新曲及び注目曲の紹介（依然演歌が多く、ポップス系の曲が流れるのは極く希）】→【季節の話題を交えた軽めのトーク】→【クイズの課題曲】という番組構成に変化はなかった。クイズのルールは基本的に3択で（稀にそうでない時もあり　1ヶ月ごとに問題が更新された）、毎月最終火曜日の放送分にて当選者を発表した。終盤に差し掛かったところでアシスタントが「それでは、クイズです。」と発言すると課題曲が流れ、そこから問題を出す。
なお『ラッキープレゼント』に改編後暫くして、DJの梶に加え村上幸子、真咲よう子ら日本クラウン専属の若手女性演歌歌手がアシスタントとして登場するようになったが、テコ入れも虚しくリニューアルは不評に終わり、その後、時期こそわからないが（CBCラジオ1992年8月番組表に記載されていた）再び、従前の『クラウンレコード1万円クイズ』に題名と内容を戻したものの、梶がニッポン放送を退職しフリーになった1992年に終了、25年にわたるシリーズの歴史に一旦幕を降ろした。
ところがニッポン放送は、『クラウンレコード1万円クイズ』と同じ枠で番組内容も酷似した『東芝EMIミュージックスクランブル』を、競業社の東芝EMIをスポンサーに付けて新規に開始し（その後途中でスポンサーを降板）、NRN系列局向けに裏送りし続けて2021年3月まで放送された。

### クラウンレコード1万円クイズ（第四シリーズ）
本家の『クラウンレコード1万円クイズ』は、10余年の中断を経て、2004年春改編から再び文化放送をキー局に復活した。クラウンレコード（日本クラウン、クラウンミュージック）専属歌手の新曲・推薦曲を紹介し、それにちなんだ簡単なクイズを1週間連続で出題する番組形式は不変であった。ただし、3分枠の企画ネット扱いに短縮され、全国版の消滅に伴いゲスト出演の機会もなくなり、ネット局数も極端に減っていた。2010年代からネット局で終了が相次いだため、事実上のシリーズ終焉を迎えた。

## シリーズの変遷
- クラウンレコード千円クイズ - 1967年 - 1969年。文化放送制作
- クラウンレコード1万円クイズ（TBSラジオ版、第一シリーズ）- 1969年 - 1973年3月。TBSラジオ制作
- クラウンレコード1万円クイズ（第二シリーズ） - 1973年4月 - 1983年3月。ニッポン放送制作
- クラウンレコードラッキープレゼント - 1983年4月 - 不明。ニッポン放送制作
- クラウンレコード1万円クイズ（第三シリーズ） - 不明 - 1992年。ニッポン放送制作
- クラウンレコード1万円クイズ（第四シリーズ） - 2004年 - 2010年代。文化放送制作

## ネット局
2024年現在、全てのラジオ局で終了確認。
- STVラジオ　平日12時46分 -　『みのや雅彦のときめきワイド』内（『クラウンレコードお昼の1万円クイズ』名義）
  - 復活以前はHBCラジオにネットされていた。[注 4]
- 東北放送　平日14時55分 -　『ロジャー大葉のラジオな気分』内
- 東海ラジオ　平日10時45分 -　『かにタク言ったもん勝ち』内
  - 復活当初は「クラウン一万円クイズ」と呼称されていた。
  - 復活以前はJRN単独系列局の中部日本放送にネットされていた。
- ラジオ大阪　平日13時10分 -　『ほんまもん!原田年晴です』内
  - 前述のように、復活以前は朝日放送で放送されていた。
- 九州朝日放送　平日12時40分 -　『PAO〜N』内